# Raúl Manríquez Collins
Raúl Enrique Manríquez Collins (Baja California Sur, 9 de abril de 1997) es un deportista mexicano practicante de halterofilia, que cuenta con 4 récords nacionales y ha sido 7 veces campeón nacional.
En los Juegos Panamericanos de Lima 2019 debutó ganando la medalla de bronce en la división de +109 kilogramos.
Se colocó en el número 34 del mundo en el año 2019.

## Trayectoria
La trayectoria deportiva de Raúl se identifica por su participación en los siguientes eventos nacionales e internacionales:

### 2019 IWF World Cup
Ranqueado en tercer lugar en la categoría de +109 kg, BWT 182.08, Snatch 160, Cl&Jerk 195, Total 355

### 2019 IWF World Championships
Ranqueado en lugar 22 en la categoría de +109 kg, BWT 184.2, Snatch 171, Cl&Jerk 205, Total 376

### 2019 Pan American Games
Terminó en tercer lugar ganando medalla de Bronce en la categoría +109 kg, BWT 177.9, Snatch 175, Cl&Jerk 218, Total 393

### 2019 Pan-American Championships
Logró colocarse en el cuarto lugar en la categoría de +109 kg, BWT 183.8, Snatch 170, Cl&Jerk 210, Total 380

### 2019 IWF World Cup
Terminó en cuarto lugar en la categoría de +109 kg, BWT 183.5, Snatch 155, Cl&Jerk 202, Total 357

### 2017 IWF Junior World Championship
Se colocó en el noveno lugar en la categoría de +105 kg, BWT 160, Snatch 151, Cl&Jerk 190, Total 341

### 2016 FISU World University Championships
Llegó al séptimo lugar en la categoría de +105 kg, BWT 172.7, Snatch 150, Cl&Jerk 196, Total 146

### 2016 Pan-American Championships
Logró llegar al séptimo lugar en la categoría de +105 kg, BWT 179.15, Snatch 155, Cl&Jerk 196, Total 351

### 2015 Pan-American Junior Championships
Avanzó hasta el cuarto lugar en la categoría de +105 kg, BWT 167.3, Snatch 135, Cl&Jerk 175, Total 310

### 2014 2nd Youth Olympic Games
Obtuvo el quinto lugar en la categoría de +85 kg, BWT 166.39, Snatch 130, Cl&Jerk 175, Total 305

### 2014 IWF Junior World Championships
Terminó en 13.eɽ lugar en la categoría de +105 kg, BWT 160.1, Snatch 130, Cl&Jerk 180, Total 310